# Universités des minorités ethniques en Chine
Les universités des minorités ethniques en Chine sont les établissements supérieurs en république populaire de Chine spécialisés notamment dans les études sociologiques des minorités ethniques et de leurs cultures. L'accès à ces établissements y est facilité pour les étudiants issus de minorités ethniques, s'inscrivant dans la politique des affaires ethniques en Chine. Les établissements sont administrés directement par la Commission des affaires ethniques d'Etat. 
La république populaire de Chine est un État-nation composé de cinquante-six « nationalités » (définissant une identité ethnique et/ou culturelle, et non une nation au sens occidental du terme) dont l'ensemble forme la « Nation chinoise » (中华民族, zhonghua minzu). Les minorités ethniques désignent ainsi les 55 ethnies de la nation chinoise, hors l'ethnie han majoritaire. L'égalité en devoirs et en droits de toutes ces nationalités est inscrite dans le droit constitutionnel de la république populaire de Chine,.
Il existe aujourd'hui 13 universités pour les minorités ethniques en Chine.

## Historique
En 1950, un institut central des minorités est créé afin de former les cadres révolutionnaires non Han. Ces instituts seront relayés par des instituts locaux dans les régions autonomes.
Les écoles et collèges spéciaux pour les minorités fermèrent leurs portes pendant la révolution culturelle (de 1966 à 1976).
Au milieu des années 1980, le gouvernement central demanda à 19 provinces de créer des écoles à l'intention des minorités. Trois écoles furent établies, à Pékin, Chongqing (Sichuan) et Lanzhou (Gansu).

## Dénomination
Les universités en question sont nommés en chinois « université des ethnies (sous-entendu minoritaires) » (民族大学, minzu daxue), complétés par leurs situations géographiques. Les traductions officielles en anglais dépendent cependant des établissements. 
Une traduction concise et claire en français serait « université des minorités ».

## Liste des universités des minorités ethniques en Chine
| Nom français Nom anglais                                                                           | Nom chinois    | Ville                         | Création | Gouvernance                              | Site internet             | Type        |
| -------------------------------------------------------------------------------------------------- | -------------- | ----------------------------- | -------- | ---------------------------------------- | ------------------------- | ----------- |
| Université centrale des Minorités Minzu University of China (MUC)                                  | 中央民族大学   | Pékin                         | 1941     | Commission des affaires ethniques d'État | http://www.muc.edu.cn     | Généraliste |
| Université des Minorités du Sud-ouest Southwest University for Nationalities (SWUN)                | 西南民族大学   | Chengdu, Sichuan              | 1951     | Commission des affaires ethniques d'État | http://www.swun.cn        | Généraliste |
| Université sud-centrale des Minorités South-Central University for Nationalities (SCUEC)           | 中南民族大学   | Wuhan, Hubei                  | 1951     | Commission des affaires ethniques d'État | http://www.scuec.edu.cn   | Généraliste |
| Université des Minorités du Nord-ouest Northwest Minzu University (XBMU)                           | 西北民族大学   | Lanzhou, Gansu                | 1950     | Commission des affaires ethniques d'État | http://www.xbmu.edu.cn    | Généraliste |
| Université des Minorités du Nord North Minzu University (NUN)                                      | 北方民族大学   | Yinchuan, Ningxia             | 1984     | Commission des affaires ethniques d'État | http://www.nun.edu.cn     | Généraliste |
| Université des Minorités de Dalian Dalian Minzu University (DLNU)                                  | 大连民族大学   | Dalian, Liaoning              | 1984     | Commission des affaires ethniques d'État | http://www.dlnu.edu.cn    | Généraliste |
| Université des Minorités du Guangxi Guangxi University for Nationalities (GXUN)                    | 广西民族大学   | Nanning, Guangxi              | 1952     | Provincial                               | http://www.gxun.edu.cn/#  | Généraliste |
| Université des Minorités du Qinghai Qinghai Nationalities University (QHMU)                        | 青海民族大学   | Xining, Qinghai               | 1949     | Provincial                               | http://www.qhmu.edu.cn    | Généraliste |
| Université des Minorités du Yunnan Yunnan Minzu University (YNMI)                                  | 云南民族大学   | Kunming, Yunnan               | 1951     | Provincial                               | http://www.ynni.edu.cn    | Généraliste |
| Université des Minorités de Mongolie-intérieure Inner Mongolia University for Nationalities (IMNU) | 内蒙古民族大学 | Tongliao, Mongolie-intérieure | 1958     | Provincial                               | http://www.imun.edu.cn    | Généraliste |
| Université des Minorités du Hubei Hubei Minzu University (HBMZU)                                   | 湖北民族大学   | Enshi, Hubei                  | 1938     | Provincial                               | http://www.hbmzu.edu.cn   | Généraliste |
| Université des Minorités du Guizhou Guizhou Minzu University (GZMU)                                | 贵州民族大学   | Guiyang, Guizhou              | 1951     | Provincial                               | http://www.gzmu.edu.cn    | Généraliste |
| Université des Minorités du Xizang (Tibet) Xizang (Tibet) Minzu University                         | 西藏民族大学   | Xianyang, Shaanxi             | 1958     | Provincial                               | http://www.xzmy.edu.cn/en | Généraliste |

## À voir